# Urdès
Urdès war eine französische Gemeinde mit 300 Einwohnern (Stand: 1. Januar 2022) im Département Pyrénées-Atlantiques in der Region Nouvelle-Aquitaine (vor 2016: Aquitanien). Sie lag im Arrondissement Pau.
Der Erlass des Präfekten vom 7. November 2023 legte mit Wirkung zum 1. Januar 2024 die Eingliederung von Urdès als Commune déléguée zusammen mit der früheren Gemeinde Lacq zur neuen, gleichnamigen Commune nouvelle Lacq fest.

## Geografie
Urdès liegt im Norden der historischen Provinz Béarn in einer Höhe von ca. 158 m. Die Städte Pau und Orthez liegen etwa 24 Kilometer (Luftlinie) südöstlich bzw. etwa 16 Kilometer nordwestlich. Das Ortsgebiet wird von der Geüle, einem Zufluss des Gave de Pau, und von ihrem Nebenfluss, dem Bach Orle, bewässert.
Umgeben wird Urdès von den Nachbargemeinden und der Commune déléguée:
| Arthez-de-Béarn         | Castillon                                   | Doazon              |
|                         | Kompassrose, die auf Nachbargemeinden zeigt |                     |
| Lacq (Commune déléguée) |                                             | Serres-Sainte-Marie |

## Bevölkerungsentwicklung

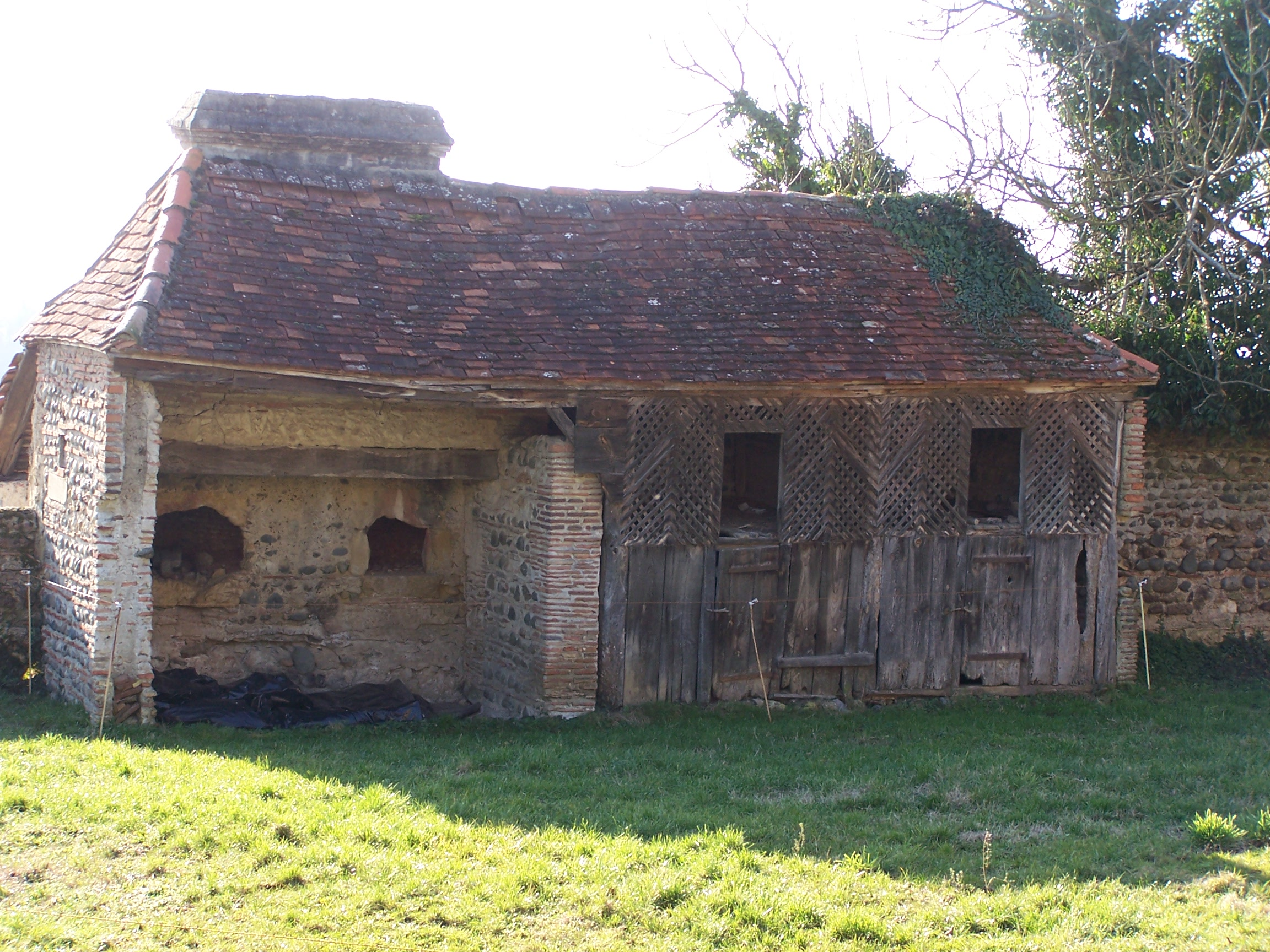
Alter Brotofen

| Urdès: Einwohnerzahlen von 1793 bis 2021                                                                                   | Urdès: Einwohnerzahlen von 1793 bis 2021 | Urdès: Einwohnerzahlen von 1793 bis 2021 | Urdès: Einwohnerzahlen von 1793 bis 2021 | Urdès: Einwohnerzahlen von 1793 bis 2021 |
| --- | ---------------------------------------- | ---------------------------------------- | ---------------------------------------- | ---------------------------------------- |
| Jahr |                                          |                                          |                                          | Einwohner                                |
| 1793 | 1793                                     |                                          | 306                                      | 306                                      |
| 1800 | 1800                                     |                                          | 266                                      | 266                                      |
| 1806 | 1806                                     |                                          | 271                                      | 271                                      |
| 1821 | 1821                                     |                                          | 223                                      | 223                                      |
| 1831 | 1831                                     |                                          | 268                                      | 268                                      |
| 1836 | 1836                                     |                                          | 288                                      | 288                                      |
| 1841 | 1841                                     |                                          | 288                                      | 288                                      |
| 1846 | 1846                                     |                                          | 313                                      | 313                                      |
| 1851 | 1851                                     |                                          | 297                                      | 297                                      |
| 1856 | 1856                                     |                                          | 275                                      | 275                                      |
| 1861 | 1861                                     |                                          | 275                                      | 275                                      |
| 1866 | 1866                                     |                                          | 260                                      | 260                                      |
| 1872 | 1872                                     |                                          | 227                                      | 227                                      |
| 1876 | 1876                                     |                                          | 237                                      | 237                                      |
| 1881 | 1881                                     |                                          | 263                                      | 263                                      |
| 1886 | 1886                                     |                                          | 245                                      | 245                                      |
| 1891 | 1891                                     |                                          | 244                                      | 244                                      |
| 1896 | 1896                                     |                                          | 235                                      | 235                                      |
| 1901 | 1901                                     |                                          | 244                                      | 244                                      |
| 1906 | 1906                                     |                                          | 249                                      | 249                                      |
| 1911 | 1911                                     |                                          | 232                                      | 232                                      |
| 1921 | 1921                                     |                                          | 186                                      | 186                                      |
| 1926 | 1926                                     |                                          | 171                                      | 171                                      |
| 1931 | 1931                                     |                                          | 175                                      | 175                                      |
| 1936 | 1936                                     |                                          | 158                                      | 158                                      |
| 1946 | 1946                                     |                                          | 160                                      | 160                                      |
| 1954 | 1954                                     |                                          | 150                                      | 150                                      |
| 1962 | 1962                                     |                                          | 179                                      | 179                                      |
| 1968 | 1968                                     |                                          | 153                                      | 153                                      |
| 1975 | 1975                                     |                                          | 146                                      | 146                                      |
| 1982 | 1982                                     |                                          | 171                                      | 171                                      |
| 1990 | 1990                                     |                                          | 207                                      | 207                                      |
| 1999 | 1999                                     |                                          | 224                                      | 224                                      |
| 2006 | 2006                                     |                                          | 261                                      | 261                                      |
| 2013 | 2013                                     |                                          | 301                                      | 301                                      |
| 2021 | 2021                                     |                                          | 304                                      | 304                                      |
| Quelle(n): EHESS/Cassini bis 1999, INSEE ab 2006 Anmerkung(en): Ab 1962 offizielle Zahlen ohne Einwohner mit Zweitwohnsitz |                                          |                                          |                                          |                                          |

## Sehenswürdigkeiten
- Kirche Saint-Barthélémy
- Alter Brotofen